# Delia Steinberg Guzmán
Pour les articles homonymes, voir Steinberg et Guzmán.
Delia Steinberg Guzmán (née le 7 janvier 1943 à Buenos Aires et décédée le 15 août 2023) est une philosophe, et pianiste argentine. 

## Biographie
Né à Buenos Aires en 1943, Delia Steinberg Guzmán commence ses études musicales dès l’enfance ; à dix-sept ans, elle obtient le titre de professeur de piano et de composition du Conservatoire national de musique de Buenos Aires et exerce en tant que professeur de piano dans ce conservatoire. Elle obtient ensuite sa licence en philosophie à l’université de Buenos Aires,.
Pour assurer la promotion des nouvelles valeurs de la musique, elle lance, en 1982, le concours international de piano qui porte son nom (Concours international de piano Delia Steinberg). Il se tient annuellement à Madrid en Espagne avec la participation de jeunes pianistes du monde entier, comme la française Diana Cooper (2e prix de l'édition 2022), ou le japonais Tsubasa Tatsuno (primé en 2018 lors de la 37e édition),.
À partir de 1980, elle publie différents livres en langue espagnole sur des thèmes philosophiques. À la fin de sa vie en 2023, la Bibliothèque nationale d'Espagne comptabilise 25 de ses ouvrages. De 1991 à 2020, elle préside l'organisation internationale Nouvelle Acropole.

## Œuvres

### Ouvrages en français
- Dangers du racisme : réflexions autour du problème du racisme et alternatives philosophiques pour l'éradiquer, de Jorge Angel Livraga, Delia Steinberg Guzman, Fernand Schwarz et Ramon Sanchis Fernandis, Paris, Édition Nouvelle Acropole, 1998, 85 p. (ISBN 2902605374).
- Philosophie à vivre, Édition des 3 Monts, 2002, 159 p. (ISBN 9782909735573).
- Les jeux de Maya - Sous le voile des apparences, Éditions des 3 Monts, 2004, 191 p. (ISBN 2-909735-65-6).
- L'Expérience : comment tirer le meilleur parti de ce que nous vivons, Ed Nouvelle Acropole, coll. Les dossiers spéciaux, 2007, 48p. (ISBN 2-902605-44-7).
- Pensées, Ed Nouvelle Acropole, coll. Les Dossiers Spéciaux, 2007 (réimpr. 2011), 39 p. (ISBN 978-2-902605-50-7).
- Chemin vers la victoire, Ed Nouvelle Acropole, coll. Acropolis, 2017, 236 p. (ISBN 978-2-9026-0564-4 et 2-9026-0564-1).
- L'idéal secret des Templiers, Ed Nouvelle Acropole, coll. Acropolis, 2021, 175 p. (ISBN 978-2-902605-39-2).

### Ouvrages en espagnol[3]
- (es) Hoy vi... (Aujourd'hui, j'ai vu...), Madrid, 1983, 248 p. (ISBN 84-85982-07-X).
- (es) Me dijeron que... (Ils m'ont dit que...), Madrid, 1984, 93 p. (ISBN 84-85982-15-0).
- (es) El héroe cotidiano (Le héros au quotidien), Madrid, 1996 (réimpr. 2002, 102 p.), 123 p. (ISBN 84-85982-57-6).
- (es) Amor platónico, amor sexual (Amour platonique, amour sexuel), Lima, 1998.
- (es) El alma de la mujer (L’âme de la femme), Madrid, 2002, 27 p.  (ISBN 84-85982-80-0).
- (es) El arte de saber elegir (L’art de savoir choisir), Lima, 2002, 32 p.
- (es) El carácter según los astros (Le caractère selon l'astrologie), Madrid, 2002, 27 p.  (ISBN 84-85982-84-3).
- (es) La belleza metafísica de la mujer (La beauté métaphysique de la femme), Lima, 2002.
- (es) Libertad, inexorabilidad (Liberté et inexorabilité), Madrid, 2002, 27 p. (ISBN 84-85982-81-9).
- (es) Esoterismo práctico (Ésotérisme pratique), Madrid, 2002, 32 p.  (ISBN 84-85982-83-5).
- (es) La vida después de la muerte (La vie après la mort), Madrid, 2002.
- (es)  Para conocerse mejor (Pour mieux se connaître), Madrid, 2004, 92 p.  (ISBN 84-96369-00-5).
- (es) ¿Qué hacemos con el corazón y la mente ? (Que faisons-nous avec le cœur et la raison ?), Madrid, 2005, 35 p.  (ISBN 84-96369-12-9).
- (es) ¿Soy libre realmente ? (Sommes-nous réellement libres ?), Lima, 2005.
- (es) Filosofía para vivir (Philosophie à vivre), Madrid, 2005, 86 p.  (ISBN 84-96369-13-7).
- (es) Pensamientos (Pensées), Lima, 2007.
- (es) Optimismo y filosofía (Optimisme et Philosophie), Madrid, 2010, 29 p.  (ISBN 84-96369-28-5).
- (es) La libertad en el hombre (La liberté en l'homme), Madrid, 2015, 41 p.  (ISBN 978-84-96369-48-1).
- (es) Psicología del triunfo (Psychologie du triomphe), Madrid, 2015, 36 p.  (ISBN 978-84-96369-46-7).